# Певзняк, Павел Матвеевич
Павел Матвеевич Певзняк (1898, с. Дудино, Монастырщинская волость, Мстиславский уезд, Могилёвская губерния, Российская империя — 1942, Дальстрой) — советский хозяйственный, государственный и политический деятель.

## Биография
Родился в 1898 году в селе Дудино Монастырщинской волости Мстиславского уезда Могилёвской губернии Российской империи (ныне село в составе Монастырщинского района Смоленской области России). Член РКП(б) с 1917 года.
С 1917 года — на хозяйственной, общественной и политической работе. В 1917—1939 гг. — редактор газеты в Вязьме, секретарь Вяземского уездного комитета РКП(б), заведующий Организационно-инструкторским отделом Смоленского губернского комитета РКП(б), на партийной, советской работе в Харьковской губернии и Харьковском округе, 1-й секретарь Якутского областного комитета ВКП(б).
Избирался депутатом Верховного Совета СССР 1-го созыва.
Арестован 5 февраля 1939 года. Умер в лагере «Дальстроя» в 1942 году.